# Guide
En guide (udtales gaijt) er en informationskilde. Det kan, f.eks. være en person der leder andre folk til rette sted.
En turistguide eller rejseguide kan være en person eller en bog med information om et rejsemål. En turistguide som person er nogenlunde det samme som en rejseleder.

## Guidebøger
De mest populære guidebøger bliver oftest udgivet i en serier.
På dansk kendes Politikens serier Turen går til og Rejsen rundt i.
De populæreste engelsksprogede guidebøger er ofte udgivet af forlag der specialisere sig i guidebøger.
Blandt disse er bøger fra Lonely Planet, Fodor's, Bradt og Rough Guides.
Andre serier er Let's Go, Footprint og Trailblazer. Moon serien er specielt til USA og andre amerikanske lande.

## Henvisning
- tgt.dk